# Nông nghiệp Somaliland
Nông nghiệp ở Somaliland là ngành quan trọng thứ hai sau chăn nuôi trong các ngành sản xuất của Somaliland, và cũng là một trong những trụ cột kinh tế chính của đất nước. Một số cây trồng chính được trồng ở Somaliland là cao lương, ngô, cà chua, rau diếp, hành, ớt và bắp cải.
Các khu vực Gebiley và Awdal là những khu vực chính cho việc sản xuất phụ thuộc vào nước mưa. Somaliland có 10 vùng sinh thái nông nghiệp, 8 vùng trong số đó là vùng khô cằn hoặc sa mạc với sản lượng nông nghiệp hạn chế, trong khi tổng diện tích đất canh tác ước tính khoảng 350.000 ha trên cả nước và chủ yếu tập trung ở các vùng tây bắc, chẳng hạn như Awdal, Gebiley và Maroodi Jeex.